# Dowagiac
Dowagiac é uma cidade localizada no estado americano de Michigan, no Condado de Cass.

## Demografia
Segundo o censo americano de 2000, a sua população era de 6147 habitantes.
Em 2006, foi estimada uma população de 5931, um decréscimo de 216 (-3.5%).

## Geografia
De acordo com o United States Census Bureau tem uma área de
10,5 km², dos quais 10,4 km² cobertos por terra e 0,1 km² cobertos por água. Dowagiac localiza-se a aproximadamente 271 m acima do nível do mar.

## Localidades na vizinhança
O diagrama seguinte representa as localidades num raio de 20 km ao redor de Dowagiac.